# Simulium euryplatamus
Simulium euryplatamus är en tvåvingeart som beskrevs av Sun och Song 1995. Simulium euryplatamus ingår i släktet Simulium och familjen knott.
Artens utbredningsområde är Liaoning (Kina). Inga underarter finns listade i Catalogue of Life.